# Carlos Jiménez

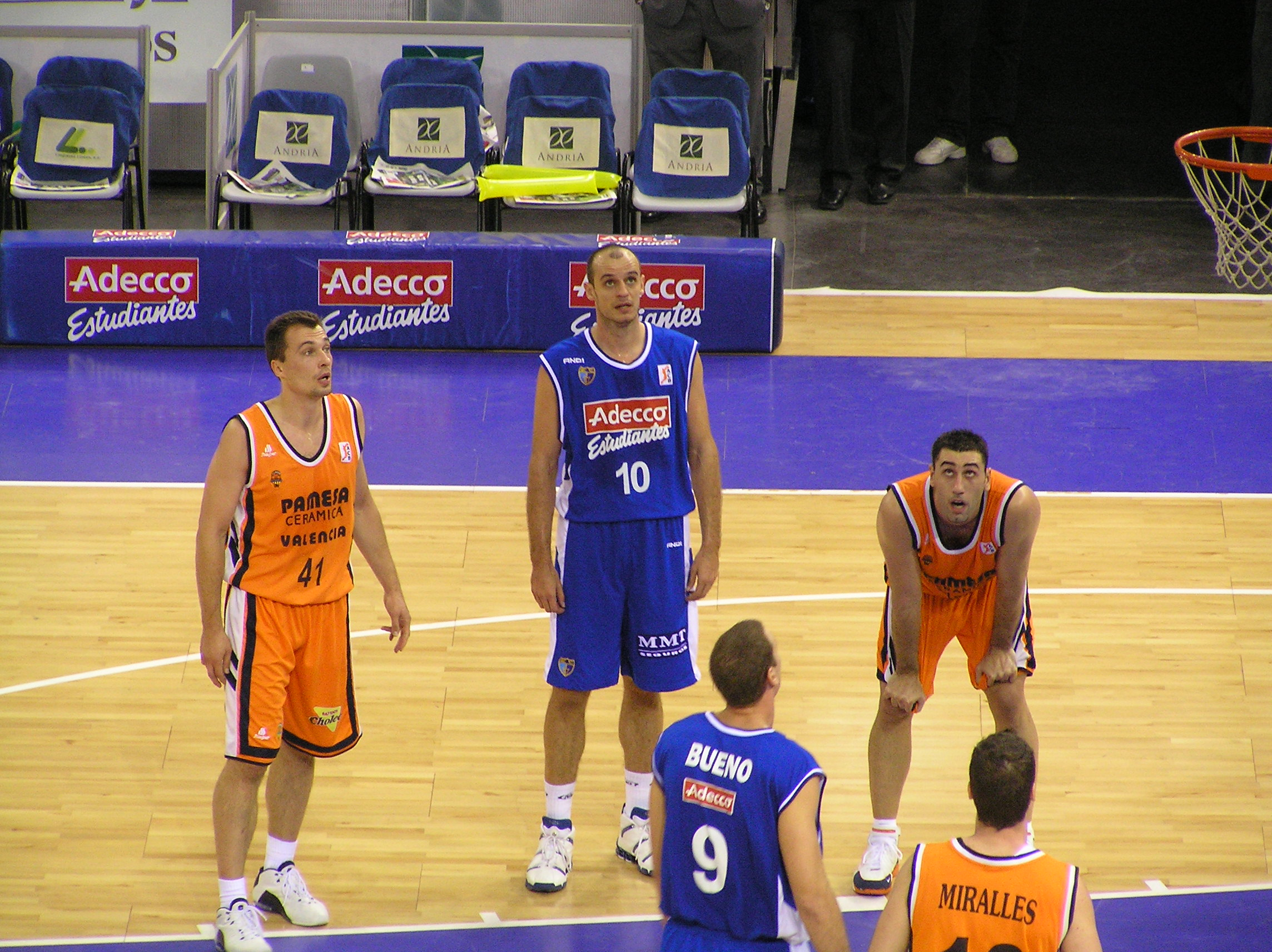
Carlos Jiménez (al centro, n.10)

Carlos Jiménez Sánchez (Madrid, 10 febbraio 1976) è un ex cestista e allenatore di pallacanestro spagnolo.

## Carriera
Alto 204 cm per 100 kg, ha giocato come ala piccola nell'Unicaja Málaga. Ha anche un importante passato nell'Estudiantes Madrid, con cui vinse una Coppa del Re nel 2000.
Nel 2006 ha vinto il Mondiale 2006 in Giappone con la maglia della Nazionale spagnola.

## Palmarès

### Squadra
- Copa del Rey: 1

Estudiantes Madrid: 2000

### Nazionale
- Mondiali: 1

Spagna: 2006